# Crossidius militaris
Crossidius militaris är en skalbaggsart som beskrevs av Bates 1892. Crossidius militaris ingår i släktet Crossidius och familjen långhorningar. Inga underarter finns listade i Catalogue of Life.